# Thymin
Thymin (C5H6N2O2) er en pyrimidin nukleobase, der indgår i DNA. Thymin danner 2 hydrogenbindinger med adenin i DNA's dobbelthelix.
Thymin er én af tre pyrimidiner, der forekommer meget ofte i biologien, de andre er uracil og cytosin. Thymin og uracil er meget lig hinanden, idet thymin er en metyleret form af uracil (også kaldet 5-metyluracil). Uracil forekommer på thymins plads i budbringermolekylet RNA.
| Biokemi | Spire Denne biokemiartikel er en spire som bør udbygges. Du er velkommen til at hjælpe Wikipedia ved at udvide den. |